# Burlioncourt
Burlioncourt (in tedesco Burlingshofen) è un comune francese di 180 abitanti situato nel dipartimento della Mosella nella regione del Grand Est.

## Società

### Evoluzione demografica
Abitanti censiti